# 溫菲爾德鎮區 (新澤西州)
溫菲爾德鎮區（英語：Winfield Township）是位於美國新澤西州尤寧縣的一個鎮區。

## 地方資料
溫菲爾德鎮區的面積為0.47平方千米，皆為陸地。根據2020年美國人口普查的數據，當地共有人口1423人，而人口密度為每平方千米3,027.66人。